# Рух Ордо
Культурный Центр «Рух Ордо» им. Ч. Айтматова — комплекс на северном берегу озера Иссык-Куль, в городе Чолпон-Ата (Кыргызстан).
На территории комплекса расположены мемориальный дом Ч. Айтматова и скульптуры, посвящённые его произведениям, музеи, выставочный зал с этническими символами кочевых народов, фотогалереей, портретным залом и концертным залом, сцена которого заканчивается открытым видом на Иссык-Куль. Также присутствуют памятники мыслителям, философам, политическим и общественным деятелям.
На территории построены 5 культовых сооружений в честь 4 основных конфессий мира: христианство (представлено двумя часовнями — православной и католической), мусульманство, буддизм, иудаизм.
На территории комплекса проходят фестивали, выставки, национальные и международные мероприятия, организованы экскурсионные туры.
Основан в 2002 году. В 2008 году выкуплен частной компанией и назван в честь выдающегося киргизского писателя Чингиза Айтматова.